# Daniel Stürler

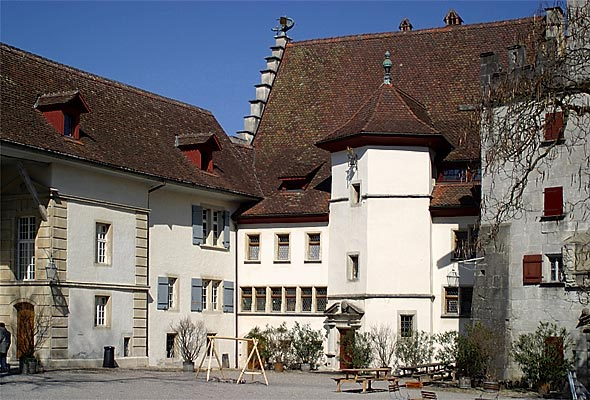
Schloss Lenzburg, Treppenhaus (ganz links im Bild), erbaut durch Daniel Stürler (um 1728)

Daniel Stürler (~ 21. Dezember 1674 in Bern; † 1746 ebenda; Bürger von Bern) war ein Architekt in der Stadt und Republik Bern als Teil der Alten Eidgenossenschaft.

## Leben
Daniel Stürler wurde als Sohn des Johann Franz Stürler und der Anna Barbara Stürler in Bern geboren. Vom Vater erbte er das Gut Worblaufen. Er heiratete 1700 in erster Ehe Katharina von Wattenwyl. 1710 wurde er Mitglied des Grossen Rates. In den Jahren 1721 bis 1725 leitete er im Auftrag des Hieronymus von Erlach den Bau des Schlosses Hindelbank. Stürler verfasste Pläne für die Heiliggeistkirche und das Burgerspital in Bern. Als Landvogt von Lenzburg in den Jahren 1725 bis 1731 plante und baute er ein Treppenhaus (scalin) nahe dem Haupteingang des Schlosses Lenzburg. Aufgrund finanzieller Schwierigkeiten zog er sich später aus dem politischen Leben zurück und erwarb 1733 in Bern den Gasthof Krone, den er möglicherweise mit seinem Sohn Albrecht Stürler umbaute.

## Werke
- Schloss Hindelbank (1721–1725)
- Schloss Cotterd (1728) (zugeschrieben)
- Schloss Lenzburg, Treppenhaus (1731/1732)
- Wohnhaus, Postgasse 68 in Bern (um 1733)
- Wohnhaus, Postgasse 66 in Bern (um 1734)
- Wohnhaus, Rathausgasse 53 in Bern (um 1735)
- «Gasthof Krone», Gerechtigkeitsgasse in Bern (um 1744–1745)